# Johann Egger
Johann Nepomuk Georg Egger (Salzburg, 15 mei 1804 – Wenen, 19 maart 1866) was een Oostenrijks entomoloog die gespecialiseerd was in tweevleugeligen (Diptera).
Egger was lijfarts in Wenen. Hij schreef slechts een enkel wetenschappelijk artikel, Neue Dipteren-Gattungen und Arten aus der Familie der Tachinarien und Dexiarien nebst einigen andern dipterologischen Bemerkungen, dat echter een belangrijke referentiewerk voor entomologen is. Zijn collectie wordt bewaard in het Naturhistorisches Museum Wien. 